# Kostel svatého Gotharda (Žehuň)
Kostel svatého Gotharda je římskokatolický kostel v obci Žehuň v okrese Kolín. Od roku 1965 je spolu s okolním areálem, zahrnujícím i kostnici a hřbitovní zeď s bránou, českou kulturní památkou.

## Historie
V Žehuni byl původně románský kostel zasvěcený sv. Gothardovi, založený opatovickým benediktinským klášterem a vysvěcený v roce 1137. V roce 1748 byl tehdy již zchátralý kostel zbořen a v letech 1753–1762 byl místo něj postaven nový pozdně barokní chrám. Vedle kostela byl založen i nový hřbitov a v letech 1765–1766 byla postavena barokní kostnice, do které byly uloženy kosti z hrobů původního hřbitova a která sloužila také jako márnice.
Za stavitele kostela i kostnice je považován František Kermer.
V lednu 2020 byla zveřejněna informace, že v žehuňské kostnici by mohly být dochovány i kosti husitských válečníků z bitvy u Lipan.

## Popis
Kostel je jednolodní stavba obdélníkového půdorysu, s polokruhovým presbytářem orientovaným na severovýchod. V průčelí je hranolovitá věž, nad presbytářem sanktusník.
Areál kostela a hřbitova s kostnicí obklopuje zeď s branou, kterou uzavírají litinová částečně kovaná vrata z 19. století. Na pilířích brány a na dalším pilíři ve zdi jižně od kostela byly původně umístěny sochy z 1. poloviny 18. století, z nichž jedna (sv. Linhart) je nyní uvnitř kostela, další dvě (sv. Florián a sv. Donát) byly v roce 2000 ukradeny.
Na hlavním oltáři je obraz sv. Gotharda od jezuitského malíře Ignáce Raaba z Nechanic, od kterého jsou pravděpodobně také obrazy na obou postranních oltářích. Autorem oválných obrazů nad těmito oltáři je Juda Tadeáš Supper. Na postranních stěnách kostela jsou obrazy sv. Prokopa a sv. Vojtěcha, nástropní malba znázorňuje Nejsvětější Trojici.
Na kostelní věži byly původně dva velké zvony. Větší se dochoval, váží 24 metrických centů a je na něm letopočet 1658. Zvláštností jsou věžní hodiny z roku 1872 od poděbradského hodináře Jana Janaty: malá ručička ukazuje minuty, velká hodiny.
Kostnice s mansardovou střechou postavená jižně od kostela má čtvercový půdorys. V jejím interiéru je dekorace tvořená lidskými kostmi ze starého hřbitova, naskládanými v několika vrstvách.
V roce 2015 byla zahájena postupná oprava areálu.